# Sarıoğlan
Sarıoğlan ist eine Stadtgemeinde (Belediye) im gleichnamigen Ilçe (Landkreis) der Provinz Kayseri in der türkischen Region Zentralanatolien und gleichzeitig ein Stadtbezirk der 1988 gebildeten Büyükşehir belediyesi Kayseri (Großstadtgemeinde/Metropolprovinz). Seit der Gebietsreform 2013 ist die Gemeinde flächen- und einwohnermäßig identisch mit dem Landkreis. Die im Stadtlogo manifestierte Jahreszahl (1954) dürfte ein Hinweis auf das Jahr der Erhebung zur Stadtgemeinde (Belediye) sein.
Sarıoğlan liegt im Norden der Provinz und grenzt im Südosten an Akkışla, im Süden an Bünyan, im Westen an Özvatan, im Nordwesten an die Provinz Yozgat und im Nordosten an die Provinz Sivas. Von Südwesten nach Nordosten verläuft die Fernstraße D260 von Kayseri nach Sivas. Die etwas westlich davon liegende Kreisstadt ist durch einen Zubringer mit ihr verbunden. Eine weitere Verbindungsstraße zweigt nach Osten in Richtung Akkışla ab. In Sarıoğlan ist ein Haltepunkt der Eisenbahnstrecke von Kayseri nach Sivas. In den Nordwesten des Landkreises reicht ein Ausläufer des Gebirges Ak Dağları. Im Nordwesten fließt der Kızılırmak durch den Kreis, im Südwesten liegt der Salzsee Tuzla Gölü.
Im Mahalle Karaözü überquert die Brücke Şahruh Köprüsü aus dem 16. Jahrhundert den Kızılırmak.
Der Landkreis wurde 1960 gebildet (Gesetz Nr. 7033) durch Ausgliederung der gleichnamigen Nahiye (mit 17 Ortschaften/Mevkiler) aus dem Kreis (Kaza) Bünyan. Der Kreis bestand (bis) Ende 2012 neben der Kreisstadt aus den fünf Stadtgemeinden (Belediye) Alamettin, Çiftlik, Gaziler, Karaözü und Palas sowie 18 Dörfern (Köy), die während der Verwaltungsreform 2013 in Mahalle (Stadtviertel/Ortsteile) überführt wurden. Die drei existierenden Mahalle der Kreisstadt blieben erhalten, während die Mahalle der fünf anderen Belediye vereint und zu je einem Mahalle reduziert wurden. Durch Herabstufung dieser Belediye und der Dörfer zu Mahalle stieg deren Zahl auf 26 an. Ihnen steht ein Muhtar als oberster Beamter vor. 
Ende 2020 lebten durchschnittlich 522 Menschen in jedem dieser (nun) 27 Mahalle, 3.374 Einw. im bevölkerungsreichsten (Palas Mah.).

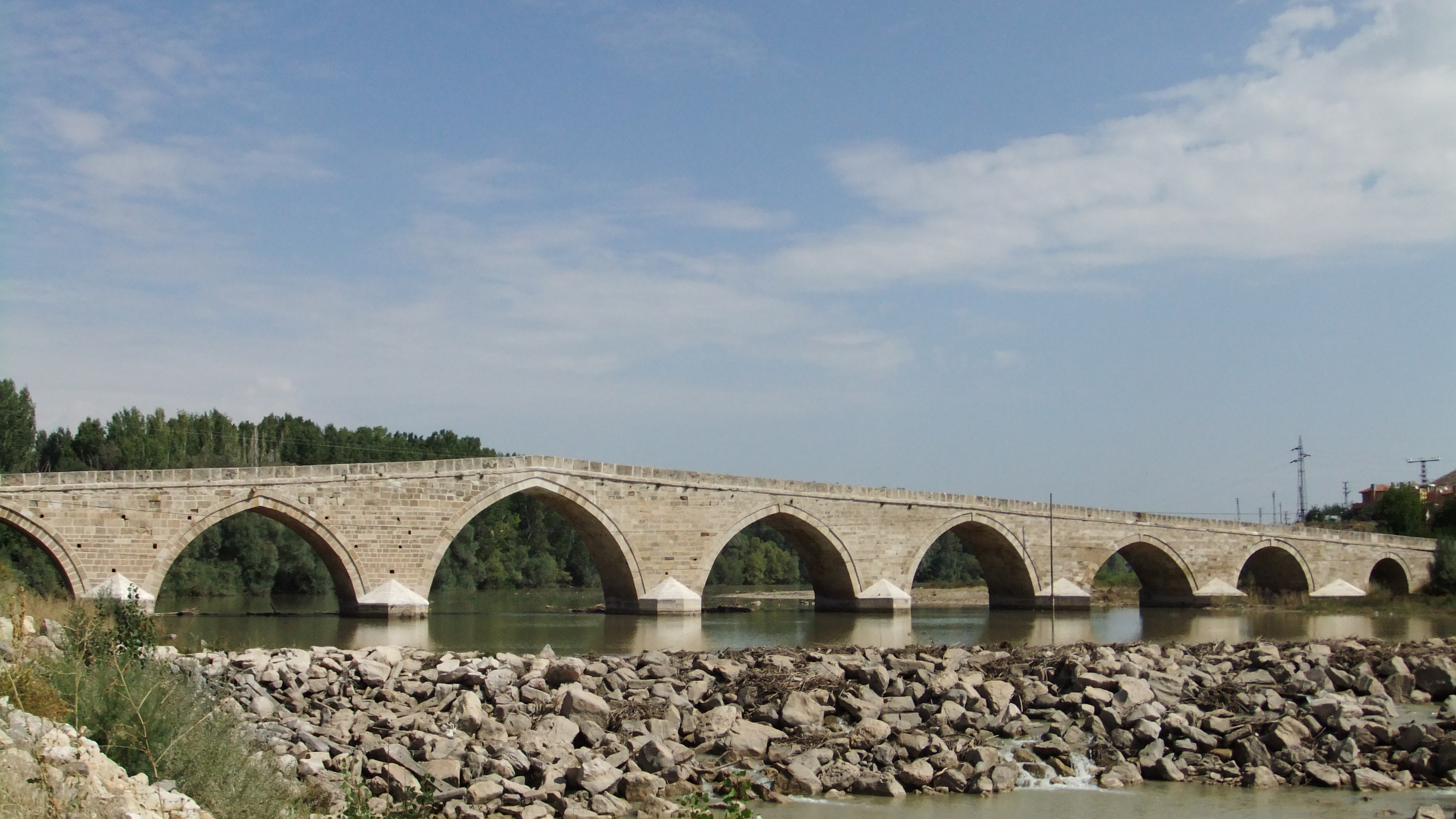
Brücke Şahruh Köprüsü über den Kızılırmak